# Moskosels kyrka
Moskosels kyrka är en kyrkobyggnad som tillhör Arvidsjaurs församling i Luleå stift. Kyrkan ligger i samhället Moskosel omkring fyra mil norr om Arvidsjaur. Invid kyrkan finns en kyrkogård.

## Kyrkobyggnaden
Träkyrkan är uppförd 1965 efter ritningar av arkitekt Göte Lundström.
Kyrkan har en stomme av trä och består av ett rektangulärt långhus med kor i öster och ingång i väster. Ytterväggarna är klädda med gråmålad stående träpanel. Östra och västra taknocken pryds med varsitt kors. Kyrktorn saknas.

## Inventarier
På korväggen hänger ett grovt tillyxat kors.

### Webbkällor
- byggnadspresentation
- Arvidsjaurs församling